# Magyarország a 2018. évi téli paralimpiai játékokon
Magyarország a oroszországi Phjongcshangban megrendezett 2018. évi téli paralimpiai játékok egyik részt vevő nemzete volt. Az ország a játékokon 2 sportágban 2 sportolóval képviseltette magát, akik érmet nem szereztek.
A magyar csapat zászlóvivője a nyitóünnepségen Balogh Zsolt volt.

## Alpesisí

### Férfi
| Versenyző    | Versenyszám                    | 1. futam      | 1. futam      | 2. futam | 2. futam | Összesítés | Összesítés |
| Versenyző    | Versenyszám                    | Idő           | Hely.         | Idő      | Hely.    | Idő        | Helyezés   |
| ------------ | ------------------------------ | ------------- | ------------- | -------- | -------- | ---------- | ---------- |
| Balogh Zsolt | Műlesiklás – látássérült       | nem ért célba | nem ért célba | kiesett  | kiesett  | kiesett    | kiesett    |
| Balogh Zsolt | Óriás-műlesiklás – látássérült | 1:27,87       | 15.           | 1:25,40  | 16.      | 2:53,27    | 15.        |

## Sífutás

### Sprint

#### Női
| Versenyző         | Versenyszám | Idő     | Helyezés |
| ----------------- | ----------- | ------- | -------- |
| Lőrincz Krisztina | 1,5 km– ülő | 5:32,81 | 24.      |